# Бармен (фильм, 2015)
«Бармен» — российский комедийный фильм режиссёра Дины Штурмановой. В широкий прокат в России фильм вышел 18 июня 2015 года.

## Сюжет
Главный персонаж фильма по имени Вадик Выхин (первая главная роль Виталия Гогунского), современная разновидность классического Иванушки-дурачка, торговец фингербордами, мечтает об изменениях в своей скучной жизни, однако он не уверен в себе — и страх неудачи мешает парню двигаться к цели, но многое меняется, когда Вадик заходит в бар, где выпивает коктейль неизвестной рецептуры, смешанный загадочным Барменом (Иван Охлобыстин). 
Отныне он — мистер Харизма, и весь мир лежит у его ног.
Он даже стал привлекать внимание девушек, на которых раньше не смел взглянуть.
 
Каждый новый коктейль открывает в Вадике новый талант, то интеллектуала, то короля на танцполе… Но напитки, хоть и волшебные, действуют не столь уж длительное время; и неприятный побочный эффект имеется…

## В ролях
| Актёр              | Роль                           |
| ------------------ | ------------------------------ |
| Виталий Гогунский  | Вадим Валерьевич (Вадик) Выхин |
| Иван Охлобыстин    | бармен                         |
| Юлия Паршута       | Юлия                           |
| Юрий Стоянов       | отец Юлии, академик            |
| Жанна Эппле        | мать Юлии, профессор           |
| Константин Крюков  | Артур, бывший парень Юлии      |
| Антон Богданов     | Рома                           |
| Ольга Бузова       | Вика                           |
| Евгения Ярушникова | Лера                           |
| Константин Фёдоров | Кабан                          |
| Константин Соколов | Валера                         |
| Вячеслав Гришечкин | биг босс                       |
| Лидия Мэй          | секретарь                      |
| Андрей Финягин     | Толик                          |
| Анатолий Белый     | обычный бармен                 |
| Тимур Батрутдинов  | камео                          |

## Съёмочная группа
- Автор сценария: Денис Каймаков
- Режиссёр-постановщик: Дина Штурманова
- Художники-постановщик: Виктория Первухина, Максим Алипченко
- Операторы-постановщики: Олег Топоев, Олег Шуваев
- Композитор: Павел Есенин
- Ведущие продюсеры: Денис Баглай, Олег Бланк
- Продюсеры: Фёдор Бондарчук, Тимур Вайнштейн, Дмитрий Рудовский

## Критика
В целом, положительная. Общая концепция: при прекрасном подборе актёрского состава, тем не менее, наличествует некоторая слабость и заимствованность сценария (Ослеплённый желаниями и т.д.).

## Награды
- 2016  — Актриса Юлия Паршута получила премию «Unique Pleasure Awards 2016» — победа в номинации «Актриса года» за роль Юлии в фильме «Бармен»[5].